# Culex arawak
Culex arawak är en tvåvingeart som beskrevs av Berlin 1969. Culex arawak ingår i släktet Culex och familjen stickmyggor.
Artens utbredningsområde är Jamaica. Inga underarter finns listade i Catalogue of Life.